# Andrés González (Fußballspieler, 1984)
Andrés Felipe González Ramírez (* 8. Januar 1984 in Cali) ist ein kolumbianischer Fußballspieler. Der Innenverteidiger bestritt elf Länderspiele für die kolumbianische Fußballnationalmannschaft und gewann auf Vereinsebene sechs nationale Meisterschaften.

## Karriere

### Verein
Andrés González begann seine Profikarriere 2000 in seiner Heimatstadt bei América de Cali, wo er ab 2001 Stammspieler war. Mit dem Klub gewann er drei Meisterschaften, verlor aber seinen Stammplatz und wurde an den chilenischen Rekordmeister CSD Colo-Colo verliehen, mit dem er zwei nationale Meisterschaften gewann und das Finale der Copa Sudamericana 2006 erreichte. Er kehrte für ein Jahr nach Cali zurück und wechselte 2008 in die Hauptstadt zu Independiente Santa Fe, mit dem er 2009 die Copa Colombia gewann. Zwei Jahre später wechselte González zu Atlético Junior und wurde in der Finalización 2011 erneut Meister. Nach drei Jahren in Barranquilla ließ er seine Karriere in Indien bei FC Pune City und in Peru bei Alianza Atlético, wo er allerdings kein Spiel bestritt, ausklingen.

### Nationalmannschaft
Für die Nationalmannschaft Kolumbiens bestritt González elf Spiele. Er debütierte im Februar 2004 beim Freundschaftsspiel gegen Honduras und stand im Kader der Copa América 2004. Dort spielte er fünf der sechs Partien und erreichte mit seinem Team den vierten Platz. Beim CONCACAF Gold Cup 2005 stand er im Kader, kam jedoch nicht zum Einsatz. Im September 2009 bestritt González sein letztes Länderspiel.

## Erfolge
América de Cali
- Kolumbianischer Meister: 2000, 2001, 2002-A

Colo-Colo
- Chilenischer Meister: 2006-A, 2006-C

Santa Fe
- Kolumbianischer Pokalsieger: 2011

Atlétcio Junior
- Kolumbianischer Meister: 2011-II